# Batalage
Batalage (cyr. Баталаге) – wieś w Serbii, w okręgu maczwańskim, w gminie Koceljeva. W 2011 roku liczyła 393 mieszkańców.